# Barbarians de la Nouvelle-Zélande
Pour les articles homonymes, voir Barbarian.
Ne doit pas être confondu avec Barbarians.
Maillots
Les Barbarians de Nouvelle-Zélande est une équipe de rugby à XV sur invitation, fondée en 1937 sur le modèle des Barbarians britanniques.

## Histoire
L'idée d'une équipe de Barbarians en Nouvelle-Zélande vient de la tournée des All Blacks au Royaume-Uni en 1935 et des initiatives des internationaux Hugh McLean et Ron Bush. Les Barbarians jouent ainsi leur premier match en 1937.

## Couleur et symboles
Les Barbarians néo-zélandais jouent avec un maillot rouge et blanc. Sur le logo, un agneau blanc est représenté en train de sauter.

## Effectif
L'équipe qui doit affronter les Lions britanniques et irlandais le 3 juin 2017 est composé de joueurs n'évoluant pas en Super Rugby :
Avants :
- Aiden Ross (Bay of Plenty)
- Tolu Fahamokioa (Wellington)
- Sam Anderson-Heather (Otago)
- Epalahame Faiva (Waikato)
- Marcel Renata (Auckland)
- Quinten Strange (Tasman)
- Joshua Goodhue (Northland)
- Heiden Bedwell-Curtis (Manawatu)
- Mitchell Brown (Taranaki)
- Matthew Matich (Northland)
- Peter Rowe (Wanganui)

Arrières :
- Jonathan Taumateine (Counties Manukau)
- Jack Stratton (Canterbury)
- Bryn Gatland (North Harbour)
- Jonathan Fa'auli (Taranaki)
- Jonah Lowe (Hawke’s Bay)
- Sevuloni Reece (Waikato)
- Luteru Laulala (Counties Manukau)
- Junior Ngaluafe (Southland)

## Joueurs emblématiques
- Ben Smith
- Christian Cullen
- Sean Fitzpatrick
- Xavier Rush
- Colin Slade
- Rene Ranger
- John Afoa
- Grant Fox